# Света Марина (Литохоро)
Вижте пояснителната страница за други значения на Света Марина.
„Света Марина“ (на гръцки: Aγίας Mαρίνας) е православна църква край Литохоро, Егейска Македония, Гърция, част от Китроската, Катеринска и Платамонска епархия. В архитектурно отношение представлява еднокорабна базилика. Според ктиторския надпис храмът е построен в 1917 година. В интериора църквата има хубави плочи и интересен иконостас с неокласически влияния. В 1995 година храмът е обявен за защитен паметник на културата.